# Ebrima Jammeh
Ebrima Solo Jammeh (* 15. Januar 1972) ist ein gambischer Politiker.

## Leben
| Parlamentswahl | Stimmen | Stimmanteil     |
| -------------- | ------- | --------------- |
| 2007           | 2.080   | 53,27 %         |
| 2012           | n/a     | ohne Konkurrenz |

Ebrima Jammeh trat bei der Wahl zum Parlament 2007 als unabhängiger Kandidat im Wahlkreis Foni Bintang in der Brikama Administrative Area an. Mit 53,27 % konnte er den Wahlkreis vor Ebrima Janko Sanyang (APRC) für sich gewinnen. In der folgenden Wahl zum Parlament 2012 trat Jammeh als Kandidat der Alliance for Patriotic Reorientation and Construction (APRC) erneut im selben Wahlkreis als Kandidat an. Da es von der Opposition keinen Gegenkandidaten gab, konnte er den Wahlkreis für sich gewinnen. Zu der Wahl zum Parlament 2017 trat Jammeh nicht als Kandidat an.